# SX Corvi
Désignations
SX Corvi (en abrégé SX Crv) est une étoile binaire de la constellation du Corbeau, distante de ∼ 324 a.l. (∼ 99,3 pc) de la Terre. Il s'agit d'une binaire à éclipses de type W Ursae Majoris (à contact) dont la magnitude apparente varie de 8,99 à 9,25 sur une période de 7,5 heures. Les deux étoiles orbitent assez proches l'une de l'autre pour avoir connu dans le passé des transferts de masse entre elles. Dans le cas de SX Corvi, l'étoile secondaire a donné une grande quantité de matériel à l'étoile primaire.
Yildiz et ses collègues ont estimé que le système est âgé de 7,32 ± 0,97 milliards d'années, en se basant sur l'étude de ses propriétés et en estimant le taux des transferts de masse. Ils ont déterminé que les masses actuelles des deux étoiles sont de 1,25 ± 0,04 M☉ et de 0,10 ± 0,01 M☉ respectivement, tandis qu'à l'origine leurs masses étaient plutôt de 0,72 ± 0,02 M☉ et de 1,68 ± 0.05 M☉ respectivement.